# Copa de Europa del Norte de Fórmula Renault

La Copa de Europa del Norte de Fórmula Renault (en inglés: Formula Renault Northern European Cup o NEC) fue un campeonato de Fórmula Renault que se disputó en Europa del Norte (Alemania, Países Bajos y Bélgica). Esta serie fue creada en 2006 tras la fusión de la Fórmula Renault 2.0 Alemana creada en 1991, y la Fórmula Renault 2.0 Neerlandesa creada en 2003. Desde 2010 se corrió la Clase FR2000.

## Campeones
| Año  | Piloto                                      | Escudería                                   | Piloto                           | Escudería                        |
|      | Fórmula Renault Alemana                     | Fórmula Renault Alemana                     | Fórmula Renault Neerlandesa      | Fórmula Renault Neerlandesa      |
| ---- | ------------------------------------------- | ------------------------------------------- | -------------------------------- | -------------------------------- |
| 1991 | Joachim Beule                               | ??                                          | Frank ten Wolde                  | Nomag Racing                     |
| 1992 | Thomas Wöhrle                               | ??                                          | ??                               | ??                               |
| 1993 | Arnd Meier                                  | ??                                          | ??                               | ??                               |
| 1994 | Marcel Tiemann                              | ??                                          | ??                               | ??                               |
| 1995 | Ralf Druckenmüller                          | ??                                          | ??                               | ??                               |
| 1996 | Alexander Müller                            | ??                                          |                                  |                                  |
| 1997 | Robert Lechner                              | ??                                          |                                  |                                  |
| 1998 | Hugo van der Ham                            | ??                                          |                                  |                                  |
| 1999 | Zsolt Baumgartner                           | Cram Motorsport                             |                                  |                                  |
| 2000 |                                             |                                             |                                  |                                  |
|      | Fórmula Renault 2000 Alemana                | Fórmula Renault 2000 Alemana                | Fórmula Renault 2000 Neerlandesa | Fórmula Renault 2000 Neerlandesa |
| 2001 | Marcel Lasée                                | GM Motorsport                               |                                  |                                  |
| 2002 | Christian Klien                             | Jenzer Motorsport                           |                                  |                                  |
| 2003 | Ryan Sharp                                  | JD Motosport                                | Paul Meijer                      | AR Motorsport                    |
| 2004 | Scott Speed                                 | Jenzer Motorsport                           | Junior Strous                    | AR Motorsport                    |
|      | Fórmula Renault 2.0 Alemana                 | Fórmula Renault 2.0 Alemana                 | Fórmula Renault 2.0 Neerlandesa  | Fórmula Renault 2.0 Neerlandesa  |
| 2005 | Pekka Saarinen                              | SL Formula                                  | Renger van der Zande             | van Amersfoort Racing            |
|      | Copa de Europa del Norte de Fórmula Renault | Copa de Europa del Norte de Fórmula Renault | Clase FR2000/Debutante           | Clase FR2000/Debutante           |
| 2006 | Filipe Albuquerque                          | JD Motorsport                               |                                  |                                  |
| 2007 | Frank Kechele                               | Motopark Academy                            |                                  |                                  |
| 2008 | Valtteri Bottas                             | Motopark Academy                            |                                  |                                  |
| 2009 | António Félix da Costa                      | Motopark Academy                            |                                  |                                  |
| 2010 | Ludwig Ghidi                                | van Amersfoort Racing                       | Dear Schilling                   | KEO Racing                       |
| 2011 | Carlos Sainz Jr.                            | Koiranen Bros                               |                                  |                                  |
| 2012 | Jake Dennis                                 | Fortec Motorsports                          |                                  |                                  |
| 2013 | Matt Parry                                  |                                             |                                  |                                  |
| 2014 | Ben Barnicoat                               | Josef Kaufmann Racing                       |                                  |                                  |
| 2015 | Louis Delétraz                              | Josef Kaufmann Racing                       | Max Defourny                     |                                  |
| 2016 | Lando Norris                                | Josef Kaufmann Racing                       | Lando Norris                     |                                  |
| 2017 | Michaël Benyahia                            | R-ace GP                                    |                                  |                                  |
| 2018 | Doureid Ghattas                             | R-ace GP                                    |                                  |                                  |

## Referen
- Datos: Q1437652